# First-person shooter

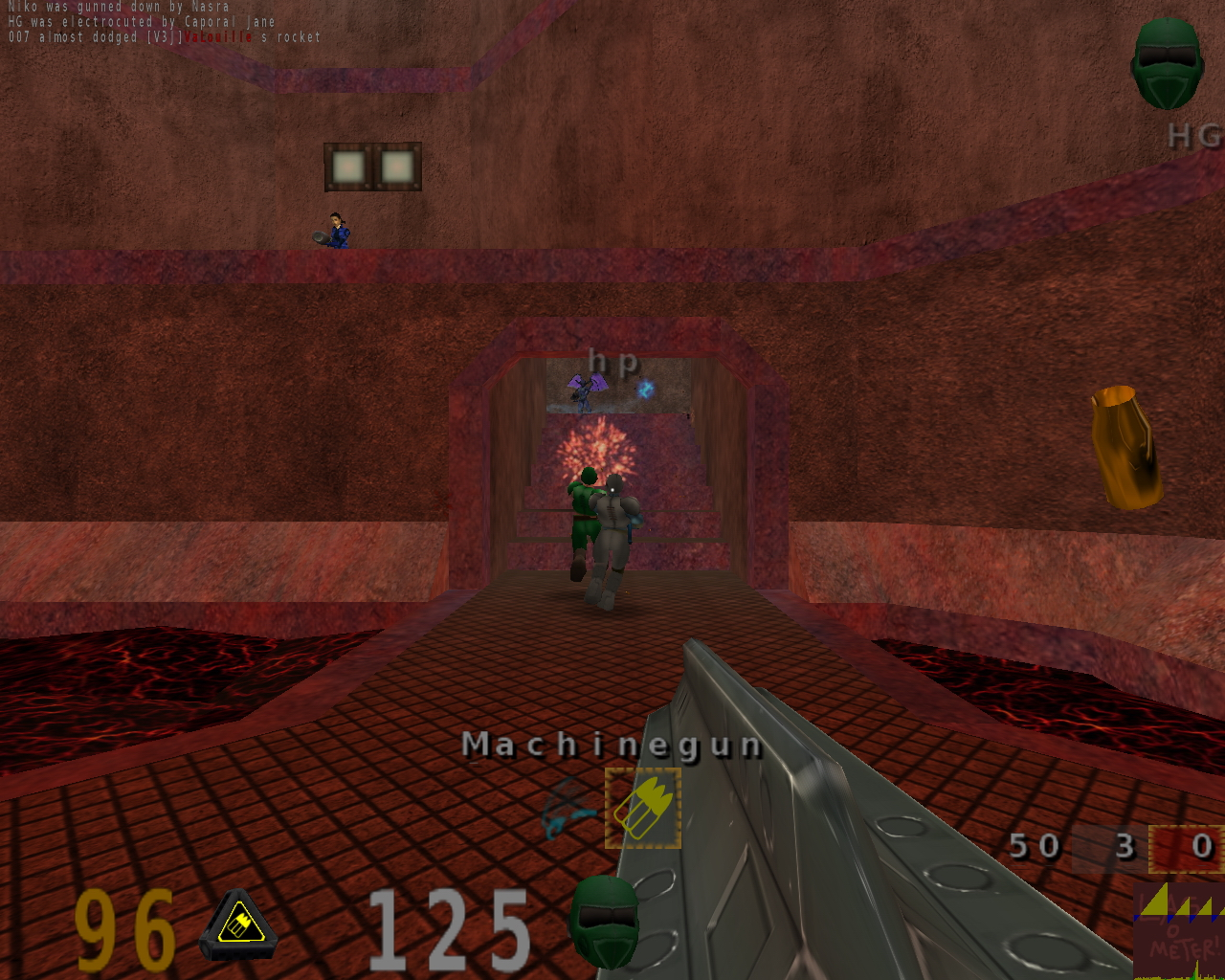
Kép az OpenArenából, amely egy nyílt forráskód FPS

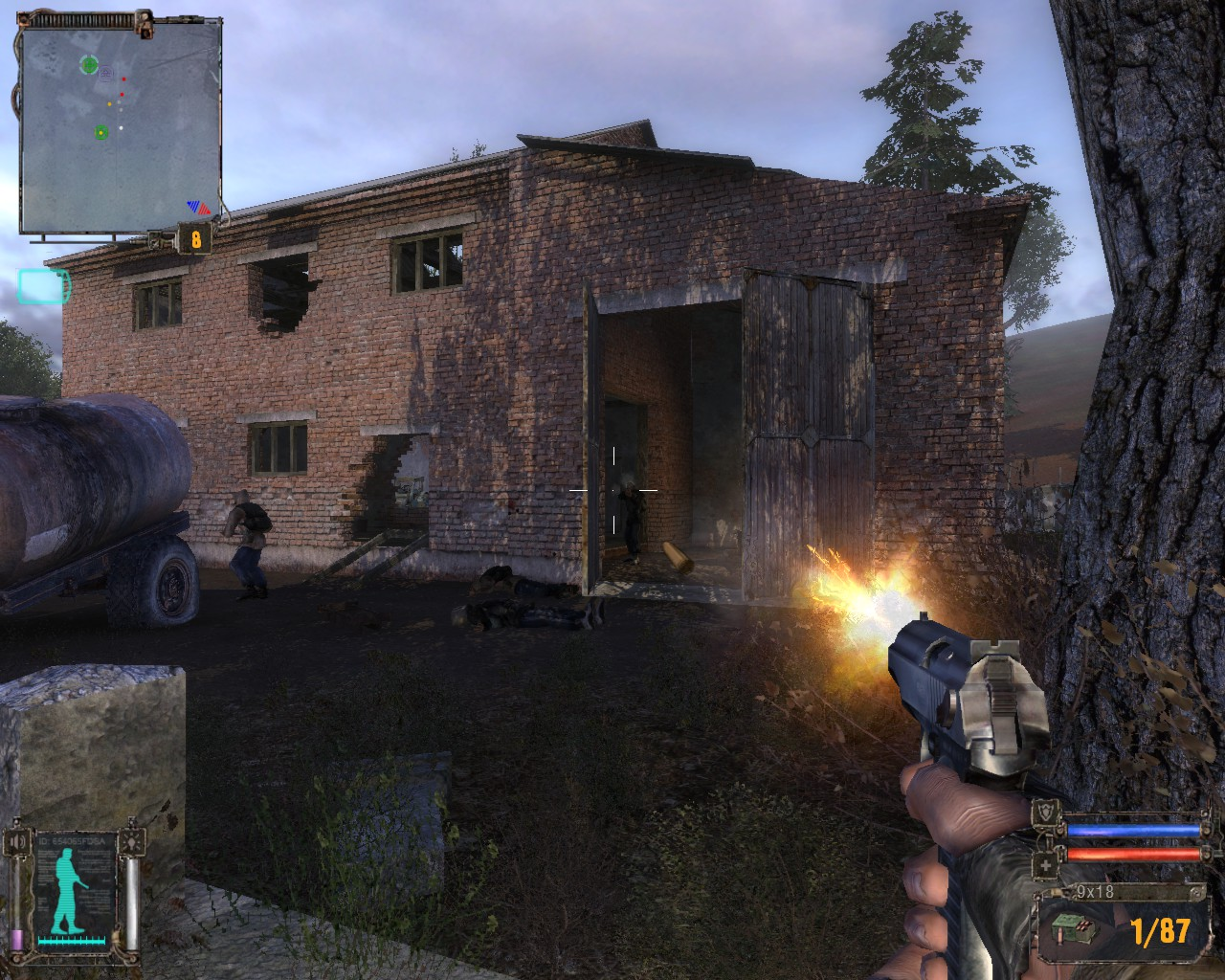
Kép a S.T.A.L.K.E.R.: Shadow of Chernobyl című játékból

A First-person shooter (FPS), azaz a belső nézetű lövöldözős játék a videójátékok egy olyan műfaja, ahol a játékos belső nézetből, a főhős szemén keresztül látja az eseményeket. A legtöbb lövöldözős játékhoz hasonló tulajdonságokkal rendelkezik, az akciójátékok egy alfajának tekinthető. 
A műfaj eredete a Maze War című, 1973-ban készült játékig vezethető vissza, amelynek belső nézetes megjelenítése később a számítógépes szerepjátékok esetén vált népszerűvé. 1974 márciusában jelent meg a Spasim, ami már egy többjátékos lehetőségekre építő, űrben játszódó lövöldözős program volt. 
A műfaj az 1992-ben megjelent Wolfenstein 3D című játékkal kezdett kiforrottá válni, valamint a később megjelenő FPS-ek alapjául is szolgált. Ilyen például a műfajt széles körben ismertté és népszerűvé tevő Doom is, ami az egyik legnagyobb hatású játék volt a műfaj történetében. Az 1998-ban megjelent Half-Life pedig a korábbi belső nézetes lövöldözős játékokkal szemben a történeti rész fontosságára is hangsúlyt helyezett. Az 1997-es GoldenEye 007 pedig mérföldkőnek számított a videójáték-konzolokon játszható first-person shooterek szempontjából. Később a Halo sorozat ért el kiemelkedő kritikai- és közönségsikereket, mint konzolos belső nézetű lövöldözős játék. A 21. századra a first-person shooter az egyik legnépszerűbb videójáték műfajjá vált.

## Története
Ezen játékok népszerűsége az 1992-es, id Software által fejlesztett, Wolfenstein 3D megjelenése óta töretlen, a mai napig az egyik legnépszerűbb számítógépes játékfajta az egész világon. Ugyanez a fejlesztőcsapat adta ki később, 1999-ben, a Quake III Arena című játékot, amely igazi áttörést hozott a többjátékos módot szórványosan támogató FPS-ek világában, mivel csakis erre a játékmódra volt kihegyezve, nem volt benne hagyományos, előre megírt történetre épülő egyjátékos mód, de ilyen volt többek mellett például az Unreal Tournament is. Persze ezekkel is lehet egyedül játszani, a számítógép által irányított ún. botok ellen. Azóta az internetes adatátviteli sebesség növekedésének köszönhetően, mely az irányítás és a grafikai megjelenítés fejlődését is nagyban elősegítette, rengetegen játszanak az interneten keresztül olyan online játékokat, mint a Counter-Strike vagy a Battlefield 1942, amelyek csakugyan többjátékos FPS-ek.

## Alműfajok
Függetlenül attól, hogy ez a játéktípus elsősorban a harcról szól, sok egyéb stílus elemei is keverednek benne. A gondolkodást alig igénylő „pörgős” akciójátékokon keresztül a sokkal magasabb szellemi kihívást jelentő összetettebb tevékenységig mindenki megtalálhatja a maga vérmérsékletének, és ízlésének megfelelőt. Vannak olyan lopakodásra, kémkedésre épülő játékok, ahol kimondottan érdemes kerülni a nyílt harcot. Más játékokban, mint például a Call of Duty 4-ben a szervezett, taktikai hadviselés a lényeg.
- Akció-kaland-FPS: Az FPS-ek első, többségében MS-DOS alapú generációja (pl. a Wolfenstein vagy a Doom-sorozat első részei) jellemző módon ebbe a műfajba tartozott. Ezen játékoknak van valami alaptörténete, amely szerint a pályák rendeződnek. A pályák meghatározott rend szerint (amely a játék fiktív valóságának idő- és térbeli rendje is egyben) követik egymást, míg az előző pályát be nem fejezte a játékos, nem léphet a következőre. Sok ebbe az alműfajba tartozó FPS épít a Doom által elterjesztett sci-fi „túlélőhorror” hagyományra. Az újabb és újabb akció-kaland-FPS-ek kiadása által ez az alműfaj folyamatosan, ma is jelen van a piacon első megjelenése óta (ld. pl. a 2007-es Crysis-t, vagy a Halo-t).
  - Corridor shooter („folyosói lövöldözés”): Az akció-kaland FPS-ek első generációjának jellemző összefoglalása. A grafikai lehetőségek korlátai miatt az első FPS-ek általában szűk folyosókra osztott épületbelsőkben játszódtak, melyekben a játékos pályája, útja nagyon erősen meg volt szabva (az ilyen pályákat meglehetősen egyszerű megrajzolni és megtervezni). Nem csak az FPS-ekre, de néhány RPG műfajú kalandjátékra is jellemző volt a folyosós szerkezet.
- Aréna-FPS: A Quake III: Arena megjelenése megtörte az akció-kaland-FPS-ek egyeduralmát, és egy újfajta játékélményt terjesztett el. Ez volt a csoportos lövöldözés élménye - technikai feltétele az internet és hasonló hálózatok széles körben elérhetővé válása, amely lehetővé tette a multiplayer üzemmódot. Az aréna FPS-eknek nincs kerettörténete, vagy a játék szempontjából lényegtelen. A lényeg, hogy a fegyverekkel leöldöshessék egymást a játékosok a különféle, logikai kapcsolatban általában nem álló pályákon. Vezető képviselőik a Quake-sorozat és az Unreal Tournament sorozat.
- „Háborús szimulátor FPS”: a 3D-s valóságmodellezés, valamint a grafikus meghajtók és memóriák teljesítményének fejlődésével az FPS-eknek egyre nagyobb lehetősége van a fizikai valóság élethű szimulálására. Ezt kihasználva sok mai FPS a sci-fi környezet helyett modern katonai keretek közé helyezi a játékost, és feladatának tekinti annak a valós háború élményével való megismertetését. Ezen vonal talán legismertebb képviselői a ’’Call of Duty’’, a ’’Battlefield’’ és a ’’Medal of Honor’’ sorozatok.
- „Kaland-FPS”: Az FPS és a video-szerepjátékok (ld. még RPG) házassága. Ezekben a lövöldözés mellett olyan „magasabbrendű”, a realitás érzését növelő funkciók találhatóak, mint pl. a karakterfejlődés (pl. Deus Ex) vagy a párbeszédek. Egy meglehetősen tipikus példa a 2007-es kiadású BioShock.

## Gyakoribb játékmódok
A legtöbb FPS a következő elemekből áll: van egy fegyverarzenál (pisztolyok, puskák, kézifegyverek, és néha még járművek is), továbbá ellenfelek, akiket akár a számítógép irányít (single player vagy egyjátékos üzemmód mód), akár netes kapcsolattal rendelkező emberek (multiplayer avagy többjátékos üzemmód). A legtöbb FPS a következő játékfajtákat támogatja (a nevek az UT sorozatból származnak, de más játékok általában hasonlóképp nevezik ezeket):
- deathmatch (öldöklés), röv. dm: mindenki mindenki ellen. A cél, hogy a pályán mindenkit lelőjünk, aki csak a szemünk elé kerül. Az ölésekért pontokat kapunk.
  - klasszikus deathmatch: A győztes az, aki először elér egy előre megadott pontszámot;
  - time deathmatch: Az győz, adott idő alatt a legtöbb ellenfelet öli meg .
  - last man standing: A játékosok (általában egy megadott halálozási küszöbszámot elérve) rendre kiesnek, és az utolsóként maradó (last man standing) a győztes.
  - különleges deathmatch típusok: Gyakran megjelenik olyan változata is, melyen az egyik játékos (pl. aki elsőként öl, vagy akit elsőként megölnek, vagy aki megszerez egy egyedi tárgyat a pályán) különlegessé válik (az átlaghoz képest jobb vagy rosszabb képességekre tesz szert), és aki megöli (vagy akit megöl), ez a különlegesség arra száll át (pl. Marathon Trilogy „It” játékmód, vagy UT 2003 „Mutant” mód, vagy Unreal „king of the hill” mód).
- team deathmatch, team game (csapatjáték, röv. tg vagy tdm): hasonló a deathmatch-hez, de a játékosok két vagy több csapatra oszlanak (a csapattársakat természetesen nem kell, sőt nem szabad megölni), és a pontszámokat is a csapatnak szerzik. Ugyanazok az alfajai léteznek, mint a sima deathmatchnek.
- capture the flag vagy conquest (zászlórablás), röv. ctf: két csapat játszik egymás ellen, a cél az ellenfél bázisán található zászló (vagy hasonló tárgy) megszerzése és hazavitele a saját bázisra. Az ellenséges fegyveresek természetesen igyekeznek megakadályozni ebben a rivális csapat tagjait.
- domination (területszerzés v. uralom), röv. dom (UT sorozat) vagy control point game (TF 2): A cél a pálya bizonyos területei vagy objektumai, az ún. ellenőrzőpontok feletti uralom megszerzése. Az győz, aki az ellenőrzőpontok többségét elfoglalja és legalább adott ideig megtartja. A játék minden pillanatában stratégiai döntésként jelentkezik, hogy a csapat milyen erősen védjen egy ellenőrzőpontot (ellenőrzőpontok minősége kontra mennyisége): kevés pont védelme nagy erőkkel azzal a veszéllyel jár, hogy az ellenfél harc nélkül elfoglalja az őrizetlen pontok többségét és így nyer, sok ellenőrzőpont kevés csapatkoordinációval való tömeges elfoglalása viszont azzal a veszéllyel jár, hogy a dominancia nem tartós, és az ellenfél könnyedén visszafoglalja az őrizetlen pontokat. A játékmód általában a térképen való rengeteg kényszerű szaladgálást eredményezhet attól függően, hogy a játékosra melyik pontnál van épp szükség.
- assault (roham v. támadás), röv. as: A cél valamely, a fentebbieknél bonyolultabb feladat - általában csapatos - végrehajtása, pl. elfoglalni egy bázist, vagy elpusztítani valamilyen objektumot.
- co-op, cooperative game: Az emberi vagy automatikus játékosoknak együtt kell teljesíteniük valamely pályát úgy, hogy lelövik a rajta található automata ellenfeleket („szörnyeket”). Egyszerűen végig kell menni az egyjátékos küldetések pályáin, de több játékos egyszerre teheti ezt.
- monster hunt (szörnyvadászat): tulajdonképpen a co-op változata: különféle térképeken szörnyeket kell levadászni, általában kooperatív módon együttműködve. A co-op módhoz képest tkp. apró elvi különbség van: 1) a monster hunt pályákat általában egyedi módon tervezik, leggyakrabban modderek (rajongók); tehát nem a játék egyjátékos módjának térképein és cselekményével megegyezően zajlik, hanem speciálisan erre tervezett térképeken; gyakran a szörnyek is moddolt, különlegesen tervezett játékaktorok, amelyek nem szerelnek a hivatalos változatban.